# Lobocleta obscura
Lobocleta obscura är en fjärilsart som beskrevs av Warren 1858. Lobocleta obscura ingår i släktet Lobocleta och familjen mätare. Inga underarter finns listade i Catalogue of Life.